# La Lanterne-et-les-Armonts
La Lanterne-et-les-Armonts é uma comuna francesa na região administrativa de Borgonha-Franco-Condado, no departamento de Alto Sona. Estende-se por uma área de 9,89 km². Em 2010 a comuna tinha 223 habitantes (densidade: 22,5 hab./km²).